# تحریم‌های آمریکا

کشورهایی که به اشکال مختلف مورد تحریم آمریکا واقع شده‌اند

تحریم‌های آمریکا (انگلیسی: United States sanctions)، شامل تحریم‌های اقتصادی، تحریم‌های تسلیحاتی و تحریم‌ های حقوق بشری است که آمریکا علیه سایر کشورها اعمال می‌کند. این تحریم‌ها توسط وزارت خزانه داری آمریکا اعمال می‌شود.
کشورهایی که بیشترین تحریم‌های آمریکا را تجربه کرده‌اند عبارت‌اند از:
1. روسیه
2. ایران
3. سوریه
4. کوبا
5. ونزوئلا
6. کره شمالی

## اهداف

### کشورها
| کشور      | نخستین سال | مقاله                                         | توضیحات |
| --------- | ---------- | --------------------------------------------- | --- |
| ایران     | ۱۹۷۹       | تحریم‌های آمریکا علیه ایران                    | فعالیت‌های اقتصادی ایران شدیداً تحریم شده‌است، این سیاست پس از انقلاب ایران در ۱۹۷۹ اتخاذ شد ولی در سال‌های اخیر خصوصاً پس از برنامه هسته‌ای در ایران و موارد حقوق بشری ایران تشدید شد. |
| کره شمالی | ۱۹۵۰       | تحریم‌های آمریکا علیه کره شمالی                | تحریم‌های شدیدی پس از برنامه هسته‌ای کره‌شمالی و سوءاستفاده از حقوق بشر علیه این کشور اعمال شد                                                                                       |
| سودان     | ۱۹۹۳       | تحریم‌های آمریکا علیه سودان                    | دلایل ذکر شده عبارتند از جنگ دارفور و وارد شدن در فهرست حامیان دولتی تروریسم |
| کوبا      | ۱۹۵۸       | تحریم آمریکا علیه کوبا                        | دلایل ذکر شده عبارتند از ضعیف بودن حقوق بشر در کوبا. از سال ۱۹۹۲ مجمع عمومی سازمان ملل متحد تحریم‌های ایالات متحده علیه کوبا را مورد نقد قرار داده‌است                              |
| ونزوئلا   | ۲۰۱۹       | تحریم‌های بین‌المللی در طول بحران سیاسی ونزوئلا | دلایل ذکر شده عبارتند از ضعف حقوق بشر، قاچاق موادمخدر، فساد دولتی و تقلب انتخاباتی                                                                                                |
| روسیه     | ۲۰۲۲       | تحریم آمریکا علیه فدراسیون روسیه              | دلایل ذکر شده حمله به اوکراین |

## اشخاص تحریم شده
| کشور                              | توضیحات |
| --------------------------------- | --- |
| بلاروس                            | الکساندر لوکاشنکو |
| بوروندی                           | افرادی که دولت آمریکا آن‌ها را تهدیدی برای صلح، امنیت و پایداری در بوروندی می‌داند.                                          |
| جمهوری آفریقای مرکزی              | افرادی که دولت آمریکا باور دارد در چالش‌های جمهوری آفریقای مرکزی دخیل هستند.                                                |
| چین                               | |
| جمهوری کنگو                       | |
| جمهوری دموکراتیک کنگو             | افرادی که دولت آمریکا باور دارد در چالش‌های جمهوری دموکراتیک کنگو دخیل هستند. موبوتو                                        |
| گینه استوایی                      | |
| اریتره                            | |
| گابن                              | |
| لائوس                             | |
| / لیبی                            | افراد مرتبط با رژیم معمر قذافی                                                                                             |
| موریتانی                          | |
| میانمار                           | مسئولان دولتی مرتبط با نسل‌کشی روهینگیا                                                                                     |
| نیکاراگوئه                        | افراد مرتبط با اعتراضات ۲۰۱۸ نیکاراگوئه                                                                                    |
| روسیه                             | افراد مرتبط با نگهداری و مرگ Sergei Magnitsky                                                                              |
| سومالی                            | افراد مرتبط با جنگ داخلی سومالی                                                                                            |
| سودان جنوبی                       | افرادی که دولت آمریکا باور دارد در درگیری سودان جنوبی دخیل هستند.                                                          |
| اوکراین · روسیه · ( جمهوری کریمه) | افرادی که دولت آمریکا باور دارد امنیت و یکپارچگی اوکراین را تهدید می‌کنند.                                                  |
| ونزوئلا                           | افرادی که دولت آمریکا باور دارد سبب ایجاد بحران سیاسی در ونزوئلا شده‌اند.                                                   |
| یمن                               | افرادی که دولت آمریکا باور دارد صلح، امنیت و یکپارچگی در یمن را تهدید می‌کنند.                                              |
| زیمبابوه                          | افرادی که به باور دولت آمریکا فرایندهای دموکراتیک را در زیمبابوه زیر پا می‌گذارند؛ شامل برخی از مسئولان دولتی. رابرت موگابه |

## توضیحات
1. ↑  Temporarily lifted in 1981 during Iran–Iraq War, re-introduced in 1987
2. ↑  In August 2019, President Donald Trump announced further sanctions on Venezuela, ordering a freeze on all Venezuelan government assets in the United States and barred transactions with US citizens or companies.